# Handschrift 621
Handschrift 621 is een 12e-eeuws manuscript. Het is geschreven tussen 1150 en 1200, wellicht in Duitsland, en bevat de tekst van het achtdelige Panormia, een traktaat van Ivo van Chartres over canoniek recht. Het handschrift is afkomstig uit het kartuizerklooster Nieuwlicht (Utrecht) in Utrecht. Tegenwoordig wordt Hs. 621 bewaard in de Universiteitsbibliotheek Utrecht. Het is te citeren als: Universiteitsbibliotheek Utrecht Hs. 621 (4 G 9).

## Omschrijving
Hs. 621 is vervaardigd van kalfsperkament. Het handschrift bestaat uit 24 katernen. De eerste 23 bestaan elk uit vier dubbelbladen, het laatste uit vijf dubbelbladen. In totaal telt het handschrift 194 folio’s. De katernen zijn bij wijze van volgorde aanduiding telkens in de ondermarge van de laatste pagina voorzien van een letter. Deze “alfabetische nummering” doorloopt het gehele alfabet van a tot z, uitgezonderd de j, v en w. Het laatste katern is voorzien van een kapitale letter a. Bij een aantal folio’s is de betreffende letter ook met een loodpen in de ondermarge van de eerste pagina aangebracht.
Bij het begin van elk van de acht delen is aan de rechtermarge van het eerstvolgende recto folio een klavier aangebracht. Op verscheidene folio’s zijn ook koptitels aangebracht die aanduiden om welk deel het gaat.
In de marges van de tekst zijn annotaties aangebracht. Hoewel de gehele tekst geannoteerd is, nemen de annotaties in aantal en frequentie af vanaf ongeveer het achtste deel (f. 174v).
Tussen ff. 54v en 55r zit een stukje maculatuur. Het is een stukje papier wat aan één zijde beschreven is.
Het boekblok wordt aan beide zijden beschermd door een aantal schutbladen. Aan de voorzijde zijn er twee papieren schutbladen en een perkamenten schutblad. Aan de achterzijde is er een papieren schutblad. De band is gemaakt van hout. Op de hoeken en op de rug is de band in de 19e eeuw verstevigd met kalfsleer.

## Inhoud
De tekst van de Panormia wordt toegekend aan Ivo van Chartres. De kopiist van dit boek is onbekend. Wel is te zien dat er drie verschillende handen aan het boek gewerkt hebben.
Op f. 88r zijn de eerste veertien regels geschreven door een tweede hand. De laatste tien regels van het blad zijn weer geschreven door dezelfde hand als de eerste 87 folio’s. De onderste regel van f. 88r eindigt midden in een zin en halverwege de regel. Folio 88v is leeg. Dit is ook het laatste folio van katern “l”. Met f. 89r begint het nieuwe katern. Vanaf hier is de tekst geschreven door een derde hand. De tekst gaat wel verder waar f. 88r ophoudt. De eerste en de tweede hand komen na f. 88r niet meer voor in het handschrift.

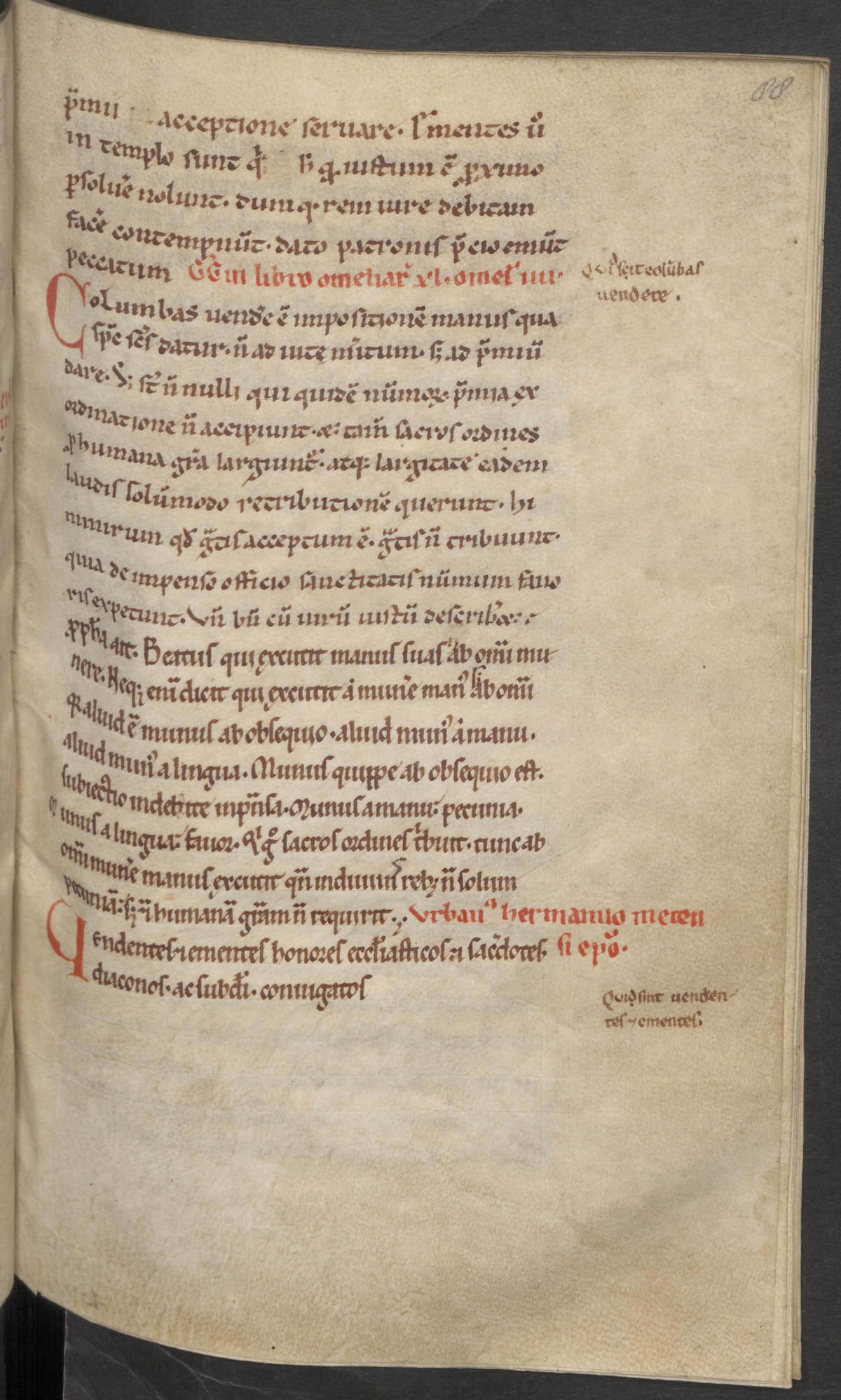
F. 88r, wisseling van hand.
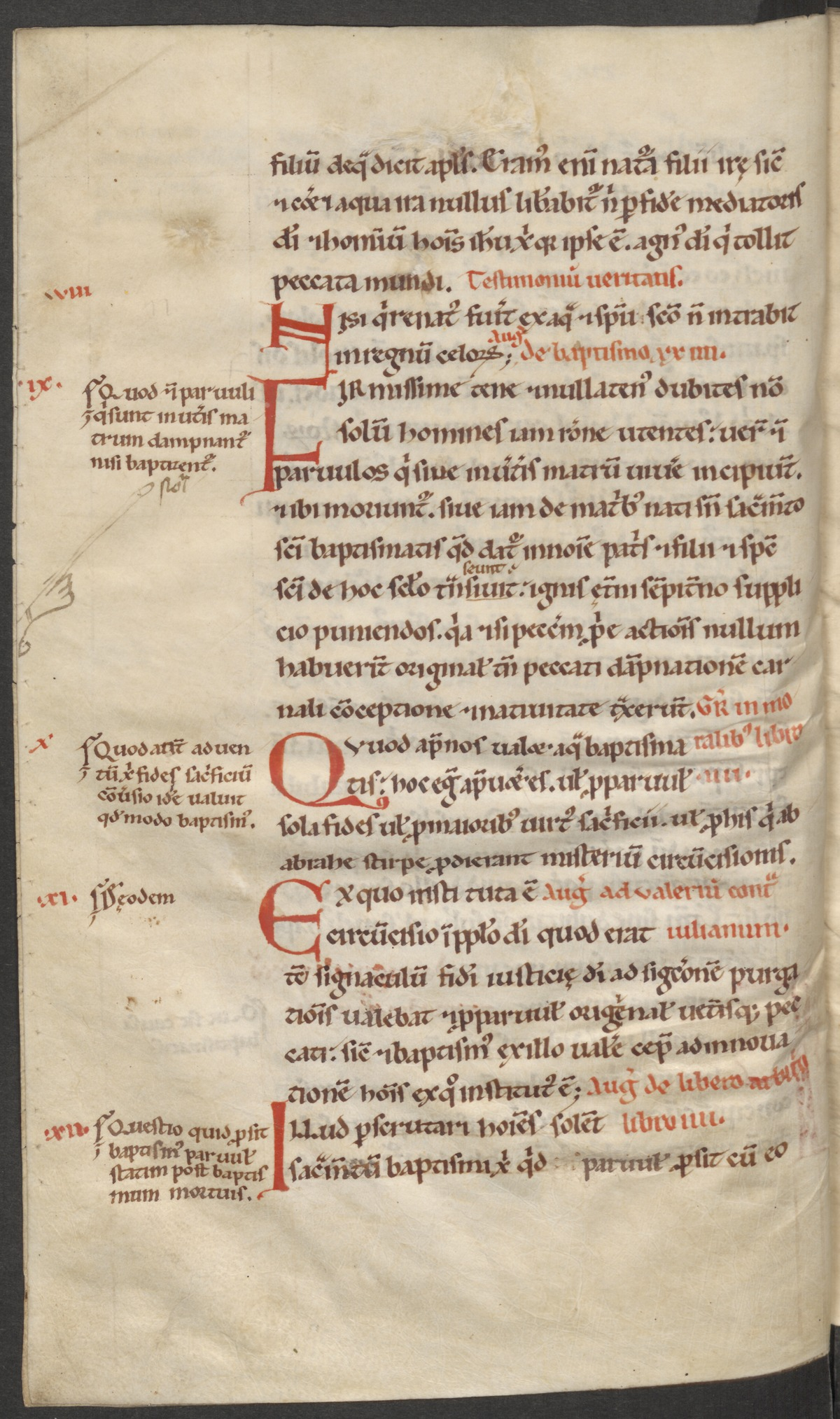
F. 17v, manicula in de rechtermarge.

## Provenance
De eerste bekende eigenaar van dit handschrift is Herbernus de Donk, een kanunnik van de Mariakerk te Utrecht. Na zijn dood in 1404 liet hij het na aan het kartuizerklooster Nieuwlicht in Utrecht, zoals blijkt uit de notitie van de kartuizer Zweder van Boecholt op folio 1r. Na de sluiting van het klooster is het handschrift naar de Universiteitsbibliotheek van Utrecht gekomen.  